# Class of Beverly Hills
«Класс Беверли-Хиллз» (англ. Class Of Beverly Hills) — первый двухчасовой эпизод американского телесериала «Беверли-Хиллз, 90210», премьера состоялась 4 октября 1990 года на канале Fox. Сдвоенный эпизод выходил в виде художественного фильма на видеокассетах (1 января 1998 года) и DVD (15 июня 2004 года).

## Сюжет
Семья Уолш переезжает из Миннесоты в Беверли-Хиллз. В школе Брендон заводит дружбу со Стивом Сандерсом — сыном главной актрисы сериала «Дом Хартли» Саманты Сандерс, и Андреа Цукерман — главным редактором школьной газеты. А Бренда — с Келли Тейлор и Донной Мартин — школьными примадоннами. В школе появляются также и новички, среди которых Дэвид Сильвер и Скот Скэнлон.
Брэндон и Стив идут на вечеринку Марианны Мур — самой богатой девочки школы. Когда Стив напивается, он просит Дэвида довезти его до дома, но Дэвид разбивает машину. Правда, уже возле дома Стива. Брендон знакомится с Марианной, и на следующее утро он намекает ребятам, что ночью между ним и Марианной что-то было. Об этом узнаёт вся школа…
Келли, Донна и Бренда подделывают документы для того, чтобы попасть в ночной клуб, но только Бренда смогла пройти внутрь. Там она знакомится с Джейсоном Крофтом — богатым молодым бизнесменом, который начинает за ней ухаживать. Бренда говорит ему, что она — студентка престижного колледжа…
Брендон понимает, что поступил плохо, но Марианна не желает его слушать. Бренда начинает встречаться с Джейсоном, скрывая, что она — школьница. Брендон приносит Марианне свои извинения с помощью школьного радио. Теперь Брендон хочет извиниться и перед Андреа и следует за девушкой, которая не хочет с ним разговаривать, до её дома и узнаёт, что Андреа живёт за пределами Беверли-Хиллз и обещает сохранить её секрет, так как ей положено учиться в другой школе и поэтому её могут выгнать из школы Западного Беверли.
Между тем, Бренда наконец решает признаться Джейсону в том, что она — школьница. Что приводит к тяжёлым переживаниям для девушки после того, как мужчина с ней расстаётся.

## В ролях
| Основной состав: - Джейсон Пристли — Брендон Уолш - Шеннен Доэрти — Бренда Уолш - Дженни Гарт — Келли Тейлор - Иан Зиринг — Стив Сандерс - Габриель Картерис — Андреа Цукерман - Брайан Остин Грин — Дэвид Сильвер - Дуглас Эмерсон — Скотт Скэнлон - Тори Спеллинг — Донна Мартин - Кэрол Поттер — Синди Уолш - Джеймс Экхаус — Джим Уолш | Приглашённые звёзды: - Лесли Бега — Марианна Мур - Максвелл Колфилд — Джейсон Крофт - Джош Мостел — Мистер Ридли - Бель Сандре — Мисс Монтес Де Ла Роса - Ричард Каммингс-Младший — Мистер Джек Клэйтон - Клинт Аллен — Рон - Памела Гэлловей — Джеки Тейлор - Деон Сэмс — Флэш - Далси Хант — Кэти - Джоселин Педен — Мишель |

Персонаж Дилана МакКея в исполнении Люка Перри отсутствует в этом эпизоде. В сцене на вечеринке можно заметить актёра Гленна Куинна, прославившегося по роли Фрэнсиса Дойла в сериале «Ангел» и погибшего от передозировки наркотиков в период съёмок шоу. Также актёр Джон Мэлори Ашер, сыгравший роль Гэри в сериале «Чудеса науки», появляется в эпизоде в школьном коридоре — это первое появление актёра на экране. Кроме того, в неизданной версии пилотной серии Лиман Уорд исполнил роль Джима Уолша.

## Производство

### Сценарий
В конце 1980-х годов на телевидении царили три теле-гиганта: CBS, NBC и ABC, и руководство канала Fox в лице Барри Диллера хотело найти хит, который поможет им расширить эту тройку лидеров. Популярные молодёжные проекты соперников показали, что на подростков можно ориентироваться как на сильную зрительскую аудиторию, однако на Fox боялись, что они опоздали с выпуском молодёжного шоу. Тогда молодой сценарист Даррен Стар пришёл к руководству со сценарием пилотного эпизода под названием «Класс Беверли-Хиллз» (англ. Class Of Beverly Hills). В свою очередь, руководство обратилось к известному продюсеру Аарону Спеллингу, который прославил ABC многими шоу для взрослой аудитории, включая «Ангелы Чарли», «Лодка любви» и «Остров фантазий». В то же время в карьере самого Спеллинга царило затишье, а многие сомневались, что у именитого продюсера получится вернуть своё громкое имя в новом десятилетии, тем более с материалом, с которым он раньше не работал — молодёжной драмой. Когда к Спеллингу обратились с этим предложением, он был удивлён: «Почему я? Что я знаю о молодёжных шоу?». Несмотря на свои сомнения, Спеллинг взялся за работу и нанял двадцатисемилетнего Стара, автора идеи сериала и будущего создателя хитов «Мелроуз-Плейс» и «Секс в большом городе», в качестве постоянного сценариста. По словам Джоанны Рей, директора по кастингу, она посчитала сценарий пилота «милым, но в нём ничего не происходило». Актёр Джеймс Экхаус также отметил, что был разочарован сценарием пилота, хотя на его взгляд, сценарий следующих серий были гораздо интересней, чем первый.
Стар показал готовый сценарий Спеллингу. Первое, что не понравилось Спеллингу, так это большое количество главных героев — подростков. Последовал вопрос: «А нельзя ли ввести в сюжет побольше взрослых героев?» Но Стар был твёрд: он был уверен, что именно это и сыграет на руку будущему успеху сериала. За советом Аарон обратился к своей дочери-подростку, Тори Спеллинг, спросив, будет ли современным подросткам интересно смотреть такое шоу и получил утвердительный ответ. В конце концов, под напором аргументов Стара Спеллинг дал добро на съёмки первых серий шоу. Вскоре начался кастинг на роли в сериале.

### Кастинг
Восемнадцатилетняя Дженни Гарт сыграла избалованную богатую девочку Келли Тейлор, у которой, как оказалось, свои проблемы, среди которых репутация доступной девушки, а также мать наркоманка и алкоголичка. Именно с исполнительницы этой роли и начались поиски актёров. После беседы со Спеллингом, Гарт вышла на улицу и заметила, как Спеллинг наблюдает за ней из окна, а потом кричит ей: «Хорошая работа, малышка!» — в этот момент актриса поняла, что она получила роль в сериале. Карен Розин говорит: «Келли Тейлор была стереотипной стервой в самом начале, но сама Дженни была милейшей девочкой — именно благодаря этому её персонаж, в конце концов, изменился».
Пробы на роль Келли также проходила и Тори Спеллинг под псевдонимом Ториа Митчелл (англ. Toria Mitchell) — девушка не хотела рассчитывать на успех только из-за того, что её отец знаменитый продюсер — до этого она снялась во многих проектах отца в эпизодических ролях. Джоанна Рей говорит, что съёмочной площадке приходилось делать вид, что они не знают, кто перед ними на самом деле. В итоге, шестнадцатилетняя Тори получила роль Донны Мартин, тихой подруги Келли.
Следующим роль получил Брайан Остин Грин — ему досталась роль ученика младших классов, музыканта, поэта и композитора Дэвида Сильвера, влюблённого в Келли и мечтающего подружиться со Стивом. Джоанна Рей отмечает, что она была «просто потрясена тем, как играет этот мальчик». Иан Зиринг, претендовавший изначально на роль Брендона, сыграл Стива Сандерса — типичного представителя «золотой молодёжи», сына знаменитой актрисы, бывшего парня Келли и нового лучшего друга Брендона. Габриель Картерис сыграла редактора школьной газеты, одну из лучших учениц школы, скрывающей адрес настоящего места жительства — если об этом узнает руководство школы, девушку могут выгнать из Западного Беверли-Хиллз. Андреа влюбляется в Брендона и быстро находит общий язык с его сестрой Брендой, Келли и остальными ребятами. Джоанна Рей признаёт, что Картерис действительно выглядит старше, «но, наверное, только на экране — в жизни она была похожа на девочку-школьницу». Интересно, что первоначально актриса Картерис пробовалась на роль Бренды Уолш.
К апрелю 1990 года после двух месяцев непрекращающегося кастинга весь актёрский состав был подобран за исключением двух центральных персонажей — Брендона и Бренды Уолш. Проект оказался на грани закрытия. В этот момент Тори Спеллинг буквально спасла положение: она рекомендовала отцу обратить внимание на юную актрису Шеннен Доэрти, которую девушка увидела в фильме «Смертельное влечение» — после прослушивания актрисы, он понял что нашёл главную героиню Бренду Уолш, свободолюбивую девушку, часто поступающую наперекор родителям и общественному мнению. Первое время жизнь в Беверли-Хиллз ослепляет её, но позже девушка понимает, что у всего есть оборотная сторона. Сама актриса была ветераном телевидения, снимаясь в различных семейных шоу с шести лет. Уже тогда в агентстве по поиску талантов заметили, что с ней «не так просто работать».
Тори также обратила внимание отца на актёра Джейсона Пристли, когда тот снимался в ситкоме «Сестра Кейт». Пробы проходили за неделю до начала основных съёмок пилотного эпизода. Так актёр получил роль Брендона Уолша — главного героя сериала. Брендон переезжает с семьёй из Миннесоты и быстро заводит новых друзей. Брендон — довольно прямолинейный молодой человек с чёткими взглядами и твёрдой моральной позицией.

### Съёмки
Первый эпизод был снят за год до второй серии. Съёмки школьных сцен проходили в «Torrance High School», чей почтовый индекс — 90501 (это же здание использовали в съёмках сериала «Баффи — истребительница вампиров»).

### Музыка
Музыку к первой серии написал композитор Джон И. Дэвис. Продюсер Аарон Спеллинг позвонил Дэвису за несколько дней до премьеры — по словам Спеллинга, руководству компании не понравилась главная музыкальная тема, написанная неизвестной рок-группой; у Дэвиса была всего одна ночь, чтобы написать свою версию.
Также в эпизоде были использованы песни известных — и не очень — исполнителей:
- «I Want Your Love» — Transvision Vamp (Начало эпизода, утро в доме Уолшей)
- «Beverly Hills, 90210 Theme». Композитор — John E. Davis (Бренда и Брендон приезжают в школу)
- «All I Want Is Everything» — Jellyfish (Утро в школе)
- «The Motion Of Love» — Gene Loves Jezebel (Бренда знакомится с Джейсоном в клубе)
- «Attacked By Monsters» — Meat Puppets (Играет на вечеринке, когда туда приезжает Бренда)
- «Paradise» — Meat Puppets (Разговор Келли и Стива; Разговор Стива и Дэвида)
- «Boulevard» — Jackson Browne (Дэвид везёт Стива домой)
- «Clear To You» — Innocence Mission (Брендон и Марианна едут на мотоцикле)
- «Wild In The Streets» — Garland Jeffries (Школьный диджей рассказывает по радио о романе Брендона и Марианны)

### Будущие изменения
Изначально, авторы собирались назвать сериал также, как и первый эпизод «Class Of Beverly Hills», но в итоге дали шоу другое имя. Как большинство американских «Пилотов» первый эпизод этого сериала был пробным, и в будущих сериях многое изменилось в характерах героев, их внешности, интерьерах домов и пр. Для съёмок дома Уолшей был использован другой дом; поменялась машина Брэндона, а роль матери Келли исполнила актриса Памела Гэлловей. В первом эпизоде Бренда использует свои права из Миннесоты, чтобы пройти в клуб, но в будущем она будет снова сдавать на права и учиться водить машину.

## Продукция

### Новелизации
В ноябре 1991 года издательство Harper Collins опубликовало первый из серии романов, написанных по мотивам сериала — «Beverly Hills, 90210». Автор — писатель Мел Гилден (англ. Mel Gilden). В книгу также вошли адаптации трёх следующих эпизодов первого сезона — «The Green Room», «Every Dream Has Its Price (Tag)» и «The First Time».
В Великобритании в том же году издательство Boxtree выпустило свою версию адаптации пилота под названием «The Beginnings» за авторством Лоренса Крауна.
Американская версия Мела Гилдена вышла в России в 1995 году, выпуском серии книги по сериалу занимался издательский дом «Махаон». На русском языке роман назывался просто «Беверли-Хиллз, 90210».

### Выпуск на видео
9 сентября 1993 года компания Image Entertainment выпустила «Pilot» на лазерных дисках. 1 января 1998 года компания Worldvision Hv Inc выпустила на видео два смонтированных пилотных эпизода под названием «Beverly Hills, 90210: Pilot Episode», продолжительность фильма составила 94 минуты.
На DVD данный релиз впервые состоялся 15 июня 2004 года, а позже серии вышли вместе с остальными 20-ю эпизодами на полном издании первого сезона, выпущенном 7 ноября 2006 года. Среди различных бонусов издание содержало аудиокомментарии Даррена Стара к первой части эпизода. Как и в случае со многими DVD-релизами классических сериалов, в связи с проблемами с авторскими правами, большая часть изначальной музыки была заменена на новые композиции.

## Релиз

### Рейтинг
В премьерный показ 4 октября 1990 года на канале Fox эпизод привлёк к экранам 7,2 миллиона зрителей — шоу заняло 79 строчку в списке результатов за текущую неделю.

### Критика
Обозреватель Los Angeles Times Говард Розенберг так описывает свои впечатления от эпизода: «При просмотре 90-минутного эпизода складывается ощущение, что сидишь у телеэкрана 90 лет»; автор называет персонажей «шаблонными и ненужными», а сам сериал — «скучным и предсказуемым».